# ETuF Essen
Der Essener Turn- und Fechtklub e. V. (ETuF) ist ein Mehrsportverein mit Aktivitäten im Breiten-, Jugend- und Leistungssport. Auf Initiative von Friedrich Alfred Krupp und unter Mitwirkung des Stadtverordneten und Essener Unternehmers Richard Bömke gegründet, zählt er heute unter anderem zu den führenden Tennisvereinen Deutschlands.
Der ETuF gliedert sich in die Abteilungen Turnen, Fechten, Rudern, Tennis, Hockey, Segeln und Golf. Neben den erfolgreichen Seniorenmannschaften zeichnet sich der Verein auch durch seine Jugendarbeit aus. So finden sich in den meisten Abteilungen auch Jugendförderungsprogramme.
Innerhalb der Abteilung Hockey gehören dem ETUF außerdem seit 2009 die Mannschaften der Ruhrpott Pirates an, die der Sportart Lacrosse praktizieren.
Das Vereinsgelände befindet sich direkt am Baldeneysee, wo auch ein eigenes Bootshaus mit Ruderbootspark betrieben wird.
2013 nahm der Regionalverband Ruhr den Verein in die Route der Industriekultur auf.

## Erfolge

### Fechten
- Deutscher Mannschaftsmeister 1997 und dreifacher Deutscher Vizemeister 1994–1996 im Herrenflorett

### Hockey
Die beiden 1. Mannschaften der Damen und Herren spielen auf dem Feld in der Feldhockey-Regionalliga West. In der Halle spielen die Damen in der 1. und die Herren in der 2. Regionalliga West.

### Rudern
- Mehrmals Deutscher Meister
- Mehrmals Sieger im Essener Stadtachter und Stadtvierer
- U23-Vizeweltmeister im Leichtgewichts-Zweier ohne Steuermann 2004: Stephan Mlecko und Sebastian Husemann
- Weltmeister im Achter 2006: Stephan Koltzk
- U23-Weltmeister im Leichtgewichts-Vierer ohne Steuermann 2009: Daniel Wisgott
- U19-Vizeweltmeister im Achter 2019: Henning Käufer
- U23-Vizeweltmeister im Leichtgewichts-Zweier ohne Steuermann 2019: Henning Sproßmann und Julius Wagner

### Tennis
- Deutscher Mannschaftsmeister der Herren 1997, 1999, 2000, 2002
- Deutscher Vize-Mannschaftsmeister der Herren 1992, 1994, 1996, 2001
- Dreimal 3. Platz der Deutschen Mannschaftsmeisterschaft
- Zweimal 4. Platz der Deutschen Mannschaftsmeisterschaft
- Mehrmals Westdeutscher Mannschaftsmeister

Die 1. Herrenmannschaft spielte bis 2004 in der 1. Tennis-Bundesliga. Aus finanziellen Gründen wurde sie dann für die folgenden Meisterschaften nicht gemeldet.
2008 trat der ETuF wieder in der 1. Tennis-Bundesliga an und erreichte Platz 6. Im Sommer 2010 wurde die 1. Herrenmannschaft erneut aus der 1. Tennis-Bundesliga abgemeldet.
Die 1. Damenmannschaft spielte 2013 in der 1. Bundesliga und 2014 in der 2. Bundesliga.